# Бронепалубни крайцери тип „Д’Ассас“
Д’Ассас (на френски: D'Assas) са серия бронепалубни крайцери от 2-ри ранг на Националните военноморски сили на Франция, построена 1890-те години на 19 век. Проектът е модифицирана версия на крайцерите от типа „Фриан“. Всичко от проекта са построени 3 единици: „Д’Ассас“ (на френски: D'Assas), „Дю Шейла“ (на френски: Du Chayla) и „Кассар“ (на френски: Cassard).

## Конструкция

### Корпус
Крайцерите тип „Д’Ассас“ са аналогични по конструкция на „Фриан“ и имат типичен за френските кораби от онова време корпус – с много дълъг таран във формата на плуг. Бордовете са завалени навътре, за да се подобрят секторите на обстрел на оръдията по бордовете. Крайцерите са със значително претоварване, поради което се смята, че нямат достатъчно устойчивост.

### Въоръжение
Крайцерите от типа „Д’Ассас“ получават на въоръжение, като главен калибър, 6 скорострелни оръдия калибър 164 mm. 2 тях са разположени в краищата, останалите 4 в традиционните за френските кораби спонсони.

### Брониране
Крайцерите тип „Д’Ассас“ имат брониране типично за френските кораби. Бронирана палуба стигаща под водолинията с дебелина по скосовете 100 mm. Над бронираната палуба са разположени кофердами, а междупалубното пространство е частично запълнено с малки водонепроницаеми отсеци. Леко бронево прикритие имат оръдията и бойната рубка. Над силовата установка има и тънка противоосколочна палуба. В сравнение с прототипа „Фриан“ бронирането е леко усилено.

### Силова установка
Силовите установки на крайцерите имат рядко използваните водотръбни котли на система „Лаграфел–Д’Алест“. Запасът от въглища е 600 тона.

## История на службата
- „Д’Ассас“ е заложен през 1894 г., в Сен Назер, на стапелите на Ateliers et Chantiers de la Loire, спуснат на вода през март 1896 г., в строй от март 1898 г. Отписан през 1910 г., а през 1914 г. е предаден за скрап.
- „Дю Шайла“ е заложен през март 1894 г., в корабостроителницата на ВМС в Шербур, спуснат на вода на 10 ноември 1895 г., в строй от февруари 1898 г. Към 1918 г. е частично разоръжен, а неговата артилерия е предадена на сухопътния фронт. Отписан през 1921 г., предаден за скрап през 1933 г.
- „Кассар“ е заложен през 1894 г., в корабостроителницата на ВМС в Шербур, спуснат на вода на 27 май 1895 г., в строй от март 1898 г. Отписан през 1924 г., а през 1925 г. е предаден за скрап.[2]